# Epirrhoe virginea
Epirrhoe virginea là một loài bướm đêm trong họ Geometridae.